# Outlast 2
Outlast 2 (с англ. — «Пережить 2») — компьютерная игра в жанре психологического survival horror от первого лица, разработанная и изданная студией Red Barrels. Являясь продолжением Outlast, игра рассказывает об операторе Блейке Лангерманне, который вместе со своей женой-журналисткой Линн расследует убийство беременной женщины в пустыне Сонора. После того как супруги оказываются разлучены в результате крушения вертолёта, Блейк отправляется на поиски Линн и попадает в деревню, где обитает безумный культ, ожидающий наступления Судного дня.
В октябре 2014 года, после успеха и популярности первой части, Red Barrels анонсировала сиквел. Демоверсия была представлена на выставках PAX East и E3 2016 — 22 апреля и 15 июня соответственно. Изначально релиз планировался на осень 2016 года, однако из-за задержек в разработке игра вышла 25 апреля 2017 года на платформах Windows, PlayStation 4 и Xbox One, а версия для Nintendo Switch была выпущена 27 марта 2018 года.
Игра была тепло принята критиками, которые высоко оценили её графику, звук и атмосферу. В то же время нарекания вызывали излишняя жестокость, спорные темы и высокая сложность. С июля 2016 по ноябрь 2017 года выходила серия комиксов The Murkoff Account, действие которой происходит между событиями Outlast и Outlast 2, а 5 марта 2024 года был выпущен приквел — The Outlast Trials.

## Игровой процесс
Outlast 2, как и первая игра серии, представляет собой хоррор от первого лица. В этот раз игрок управляет журналистом Блейком Лангерманном, продвигающимся по сельской местности в районе Супай, рядом с плато Колорадо, с целью разыскать свою жену Линн, которая была похищена религиозными фанатиками, населяющими окрестности.
Блейк неспособен противостоять своим врагам, поэтому вынужден спасаться с помощью бегства и скрытности. В отличие от предыдущей игры, здесь ограничена шкала выносливости, но доступны новые движения, такие как скольжение и ползание, которые существенно помогут спастись от преследователей, а также в этой игре главный герой разговаривает, как и остальные персонажи. Функциональность традиционной для серии видеокамеры претерпела некоторые усовершенствования: так, теперь помимо функции инфракрасной подсветки (ночной съёмки) доступен к применению микрофон, с помощью которого герой может прослушивать отдалённые звуки и таким образом отслеживать перемещение врагов и их диалоги. Для того чтобы поддерживать камеру в рабочем состоянии, игроку необходимо искать запасные батареи. Первоначально использование любой из этих функций приводило к разряжению аккумулятора видеокамеры, но после первого обновления игры истощение энергии микрофоном убрали. В зависимости от того, насколько игрок в них нуждается, на локациях появляется определённое количество батареек. Помимо использования микрофона появилась возможность просматривать записанные видеоролики и фотографии. Также, если герой получит значительный урон, он не сможет избегать своих преследователей и будет нуждаться в лечении. Так как автоматическая регенерация в Outlast 2 отсутствует, игроку необходимо искать бинты, чтобы его персонаж мог вовремя оказать себе первую помощь. Вероятность найти бинты изменяется аналогично поиску батареек.

## Сюжет
Журналист Блейк Лангерманн вместе с женой Линн, расследуя дело об убийстве неизвестной беременной женщины, отправляются на вертолёте в пустынную деревню Аризоны, где терпят крушение. После падения пилот погибает и выживают только журналисты. Линн хватают местные жители, и Блейк остаётся около разбившегося вертолёта один.
В поисках своей жены Блейк попадает в деревню, где узнаёт о Салливане Ноте — безумном проповеднике, которого слушаются местные жители. Салливан приказывает убить выживших, мотивируя это тем, что они являются посланниками сатаны, и «мать» — так местные жители называют Линн — носит во чреве антихриста.
Разыскав Линн, Блейк узнаёт, что она беременна, и пытается её вытащить, но их окружают и хватают. Однако, журналистов спасает другая группа жителей, которые не подчиняются Салливану — «еретики». Они уводят Линн, оставляя Блейка лежать без сознания.
Очнувшись, Блейк продолжает поиски, которые приводят его в церковь. В церкви он находит мужчину, прибитого к колесу, который советует Блейку поскорее спрятаться. Укрывшись в исповедальной кабинке, Блейк наблюдает как Салливан и его приспешники пытают мужчину, чтобы разузнать, куда еретики увели Линн. Не выдержав пыток, мужчина говорит, что её увели в шахты, но его всё равно убивают вместе с его женой.
Дождавшись, пока Салливан уйдёт, Блейк отправляется в шахты. Однако по пути следования он падает с разрушенного моста из-за стаи саранчи. Там он оказывается в лесу, окружающем деревню, где живут Поражённые — жители, изгнанные из поселения из-за своих болезней. Блейк натыкается на их лидера Лэрда, карлика в образе младенца, который преследует его, принимая за Христа, ездя верхом на своем помощнике и вооруженного луком. Таким образом Блейк сначала оказывается распят на кресте, а после и вовсе заживо погребён. Тем не менее, преодолев все препятствия, он выходит к озеру, которое пересекает на плоту. Возле шахт он натыкается на еретиков, которые преследуют его по всей локации. В подземельях еретики всё-таки ловят Блейка, также он видит связанную Линн. Но в самый критический момент в шахты врываются селяне, которые избивают еретиков. Выбравшись на поверхность, Блейк находит Линн. Вместе они пытаются убраться из этой деревни, но начинается песчаная буря. Укрывшись в полуразрушенном здании, они встречают Марту, которая преследовала Блейка, чтобы убить. Пытаясь сбежать от Марты, пара загоняет себя в угол. По стечению обстоятельств, буря отрывает от здания крышу и Марту протыкает насквозь крест, упавший с верхушки церкви.
В поисках укрытия журналисты попадают в церковь, где у Линн начинаются роды. В мучительных родах Линн умирает, оставляя Блейка с новорождённой девочкой. Начинаются галлюцинации, после которых Салливан сидит рядом с Блейком. Он говорит Блейку, что с рождением девочки рай был уничтожен, после чего он перерезает себе горло. Сам же Блейк выходит на улицу с ребёнком на руках и хочет покинуть это место, но у него снова начинаются галлюцинации с Джессикой, которая произносит молитву.
На протяжении всего пути Блейка периодически посещают галлюцинации, в которых он возвращается в своё детство. Постепенно проясняется история из его прошлого: Блейк, Линн и их подружка Джессика были учениками католической школы, и однажды Блейк и Джессика остались в школе допоздна и были пойманы отцом Лутермилхом, одним из учителей. Священник прогоняет Блейка и задерживает Джессику под предлогом воспитательной работы. Уходя, Блейк слышит отчаянные крики Джессики и спешит обратно в школу — однако обнаруживает её мёртвой, лежащей на ступенях со сломанной шеей. Позднее Лутермилх сумел выдать произошедшее за самоубийство через повешение. Образы повешенной Джессики постоянно преследуют героя; в галлюцинациях его часто преследует гротескный монстр — искажённый образ священника.

## Разработка
После критического успеха Outlast, 23 октября 2014 года Red Barrels подтвердила разработку продолжения — Outlast 2. Также сообщалось, что персонажи и окружение игры будут значительно отличаться от первой части, поскольку игроки не вернутся в психиатрическую больницу «Маунт-Мэссив». Один из основателей студии, Филипп Морен, в интервью Bloody Disgusting заявил: «Мы действительно хотим продолжать совершенствовать своё мастерство, но в конечном итоге будем подходить к вещам одинаково».
28 октября 2015 года на официальных аккаунтах Red Barrels в Facebook и Twitter была опубликована фотография информационной доски с документами, на которых было написано «Classified» (с англ. — «Секретный»), а поверх изображения — слово «Tomorrow» (с англ. — «Завтра»). На следующий день на официальном YouTube-канале студии был опубликован тизер Outlast 2.
5 февраля 2016 года Филипп Морен дал интервью изданию Indie Games Level Up!, в котором заявил, что Outlast 2 в значительной степени основана на событиях 1978 года в Джонстауне. 4 апреля Red Barrels опубликовала видеоролик под названием «Иуда 1:14-15». В отличие от других тизеров, видео содержит крест Святого Петра на фоне облаков и зловещее аудиосообщение, записанное в обратном направлении. При воспроизведении в обратном порядке сообщение звучит следующим образом:

Дети, вы, любящие Бога, защитники его рая… Все наши годы страданий объединяются сегодня в этот славный день мира. Мира! Даже на извращённом и грязном языке римлян, в пуританском городе. На четвёртый месяц и двадцать второй день шестнадцатого года третьего тысячелетия начнётся наша расплата. Агнец с глазами паука ждёт у порога блудницы, жаждущий этого мира, будь он готов или нет. Приготовьте свои ножи, ибо благая Земля жаждет крови, и мы, подобно ангелам, не должны проявлять милосердия. Бог любит тебя.
Оригинальный текст (англ.)Children, you lovers of God and registration defenders of His paradise—all our years of suffering come together now on this glorious day of peace... Peace! Even in the corrupt and filthy tongue of the Romans, in the Puritan city... On the fourth month and the twenty-second day of the sixteenth year of the third millennium, our reckoning begins. The spider-eyed lamb waits at the harlot's brace, hungry for this world! Ready your knives, for the good earth thirsts for blood, and we, like the angels, must show no mercy. God loves you.

23 апреля 2016 года демо-версия игры была продемонстрирована на PAX East 2016, а 15 июня на E3 2016. 26 августа 2016 года Самюэль Лафламм, композитор оригинального Outlast, официально объявил о своём возвращении к написанию саундтрека для игры, а также намекнул на возможность выхода нового тизера. В отличие от первой игры, в Outlast 2 отсутствует загружаемый контент. Разработчики пояснили: «Если первый Outlast изначально создавался с расчётом на дополнения, то для Outlast 2 такой возможности не предусматривалось. Мы рассматривали разные варианты, но ни один из них не подошёл для DLC. Outlast 2 была задумана так, чтобы вы чувствовали себя крысой в лабиринте, не имея ни малейшего представления о том, что находится за его пределами».

### Релиз
Первоначально выход игры планировался осенью 2016 года, как было заявлено в трейлере. Однако 1 августа Red Barrels объявили, что релиз игры будет отложен до первого квартала 2017 года. Игра стала доступна в цифровом виде 25 апреля 2017 года на платформах Windows, PlayStation 4 и Xbox One. Помимо цифрового выпуска также будет выпущена физическая коллекция серии игр Outlast под названием Outlast Trinity.
За месяц до релиза Австралийская аттестационная комиссия отказалась предоставить Outlast 2 рейтинг R18+, ссылаясь на то, что в игре изображено сексуальное насилие, а без рейтинга игра не может быть продана в австралийских магазинах. Через несколько дней совет отклонил своё решение без каких-либо изменений в игре и присвоил ей рейтинг R18+, в конечном счёте разрешив её продажу.
В декабре 2017 года разработчики объявили, что Outlast 2 вместе с первой частью игры и всем загружаемым контентом выйдет на консоли Nintendo Switch в начале 2018 года.
В марте 2018 года, в ответ на отзывы игроков и критиков, студия Red Barrels выпустила обновление, добавившее новый уровень сложности — «Режим истории». В этом режиме сокращается количество врагов, а также снижаются их скорость, наносимый урон и уровень восприятия. Несмотря на то, что персонаж игрока всё ещё может погибнуть, данный режим предоставляет больше времени для исследования игрового мира и погружения в сюжет. Кроме того, обновление вернуло часть контента, который ранее был удалён для получения рейтинга M вместо AO («Только для взрослых»).

## Отзывы критиков
| Сводный рейтинг       | Сводный рейтинг                                    |
| Агрегатор             | Оценка                                             |
| --------------------- | -------------------------------------------------- |
| GameRankings          | - (PC) 75,94 % - (PS4) 68,76 % - (XONE) 77,00 %    |
| Metacritic            | (PC) 76/100 (PS4) 68/100 (XONE) 77/100 (NS) 79/100 |
| Иноязычные издания    |                                                    |
| Издание               | Оценка                                             |
| Destructoid           | 8/10                                               |
| Game Informer         | 7,75/10                                            |
| GameRevolution        | [ 34 ]                                             |
| GameSpot              | 7/10                                               |
| GamesRadar+           | [ 36 ]                                             |
| GameStar              | 75/100                                             |
| GameZone              | 7/10                                               |
| IGN                   | 8,3/10                                             |
| PC Gamer (US)         | 85/100                                             |
| Polygon               | 7,5/10                                             |
| VideoGamer            | 6/10                                               |
| Русскоязычные издания |                                                    |
| Издание               | Оценка                                             |
| 3DNews                | 7/10                                               |
| «IGN Россия»          | 5,8/10                                             |
| PlayGround.ru         | 7/10                                               |
| StopGame.ru           | Похвально                                          |
| «Игромания»           | 6,5/10                                             |
| «Игры Mail.ru»        | 7/10                                               |
| «Канобу»              | 7/10                                               |

Outlast 2 получила в целом положительные отзывы от критиков, однако версия для PlayStation 4 получила «смешанные или средние» оценки.
Ник Роуэн из Destructoid поставил игре 8 из 10 баллов, охарактеризовав её как «впечатляющую работу, несмотря на ряд заметных недостатков, которые не позволяют ей раскрыться в полной мере. Эта игра вряд ли поразит каждого, но определённо заслуживает вашего времени и денег». Схожего мнения придерживается Джеймс Козанитис из GameRevolution, который оценил проект в 4,5 из 5 звёзд. По его словам, Outlast 2 соответствует основным критериям хорошего хоррора: она вызывает страх перед началом и удерживает внимание во время прохождения. Козанитис также отметил, что отдельные эпизоды игры произвели на него сильное впечатление, а тематические элементы усиливают эмоциональное воздействие.
В то же время Луиза Блейн из GamesRadar+ была менее впечатлена, поставив игре 2,5 из 5 звёзд. Она отметила, что несмотря на интригующий сюжет, Outlast 2 превращается в «путешествие с ночным видением, приводящее к разочарованию», а возникающая фрустрация перевешивает достоинства игры.
Люси О’Брайен из IGN оценила игру на 8,3 из 10, назвав её «пугающим продолжением оригинала 2013 года», в котором атмосфера страха сохраняется на протяжении всего прохождения. Джеймс Дэвенпорт из PC Gamer поставил игре 85 из 100, отметив, что хотя механика стелса и погони осталась практически без изменений, Outlast 2 выделяется как «красивая и жестокая одиссея по миру крайних духовных тревог».
Филип Коллар из Polygon дал игре 7,5 из 10, подчеркнув, что Outlast 2 стала одной из самых неоднозначных рекомендаций за всю его карьеру рецензента. По его мнению, игра вызывает сильные эмоции и поднимает сложные личные воспоминания, а её целеустремлённость и интенсивность заслуживают уважения. В свою очередь, Элис Белл из VideoGamer.com поставила игре 6 из 10, отметив, что несмотря на интересные элементы дизайна и по-прежнему пугающую механику камеры с ночным видением, скримеры и кровавые сцены плохо сочетаются с элементами психологического ужаса, а сюжет повторяет уже использованные в жанре хоррора приёмы.
Среди российских изданий Денис Майоров из «Канобу» поставил игре 7 баллов из 10, охарактеризовав её как «глубокую и действительно пробирающую до костей». По его мнению, игра пугает и заставляет задуматься о неприятных вещах, однако это работает только при определённом настрое игрока. К недостаткам рецензент отнёс отсутствие новых оригинальных идей и однообразие игрового процесса, «обёрнутого в симулятор убегания от селян с вилами».
Более критичную оценку дал Александр Садовский из IGN Россия, поставив игре 5,8 баллов из 10. Он раскритиковал однообразный и утомительный геймплей, а также дизайн уровней и искусственный интеллект врагов. Среди положительных сторон журналист выделил атмосферу, способную «действительно напугать», а также графику и звуковое оформление.
Игра также была номинирована на премию NAVGTR в категории «Использование звука, франшиза».

### Продажи
Летом 2018 года, благодаря уязвимости в защите Steam Web API, стало известно, что точное количество пользователей сервиса Steam, которые играли в игру хотя бы один раз, составляет 387 821 человек.